# استیو فالون
استیو فالون (انگلیسی: Steve Fallon؛ زادهٔ ۳ اوت ۱۹۵۶) بازیکن فوتبال اهل بریتانیا است.
از باشگاه‌هایی که در آن بازی کرده‌است می‌توان به باشگاه فوتبال کمبریج یونایتد و باشگاه فوتبال کترینگ تاون اشاره کرد.